# Квинт Педуцей Присцин
Квинт Педуцей Присцин (на латински: Quintus Peducaeus Priscinus) e сенатор на Римската империя през 1 век.
Произлиза от републиканска фамилия. Той е син на Луций Педуций Колон, префект на Египет (70 г.), или на Луций Педуцей Фронтон, който по времето на император Клавдий e прокуратор в Азия.
През 93 г. Присцин е консул заедно със Секст Помпей Колега.
След това е проконсул на провинция Азия.
Той е баща на Марк Педуцей Присцин (консул 110 г.) и дядо на Марк Педуцей Стлога Присцин (консул 141 г.).